# 7505 Furusho
7505 Furusho (1997 AM2) là một tiểu hành tinh bay qua Sao Hỏa được phát hiện ngày 3 tháng 1 năm 1997 bởi Takao Kobayashi ở Oizumi Observatory.